# East Amherst
East Amherst es un área no incorporada (o conocidas como aldea) ubicada en el condado de Erie en el estado estadounidense de Nueva York. East Amherst funciona como división de los pueblos de Amherst y Clarence.

## Geografía
East Amherst se encuentra ubicada en las coordenadas 43°01′06″N 78°41′48″O / 43.01833, -78.69667.